# Ким Ын Хян (хоккеистка)
Ким Ын Хян (кор. 선수 개요; род. 10 декабря 1992) — северокорейская хоккейная нападающая. В составе объединённой сборной Кореи выступала на Олимпийских играх 2018 года. В составе сборной КНДР семь раз принимала участие в розыгрышах чемпионатов мира в низших дивизионах, а также становилась серебряным призёром Азиатского кубка вызова 2014 года.
По состоянию на февраль 2018 года была игроком команды Университета Канге.
Перед Олимпийскими играми 2018 года Ким сдала положительный допинг-тест — в её организме был обнаружен диуретик гидрохлоротиазид, который мог скрыть наличие других запрещённых препаратов. Однако концентрация вещества в пробе не превысила допустимого значения, а повторный тест, взятый во время Игр, был отрицательным, поэтому она не была отстранена от дальнейших выступлений или дисквалифицирована. Спортсменка также смогла доказать, что вещество попало в организм вместе с некачественной едой.
В группе B второго дивизиона чемпионата мира 2024 года стала лучшим игроком по системе «гол + пас» (5 + 8).